# Amoniomathesiusita
L'amoniomathesiusita és un mineral de la classe dels sulfats. Rep el nom per la seva relació amb la mathesiusita.

## Característiques
L'amoniomathesiusita és un sulfat de fórmula química (NH₄)₅(UO₂)₄(SO₄)₄(VO₅)(H₂O)₄. Va ser aprovada com a espècie vàlida per l'Associació Mineralògica Internacional l'any 2017, i encara es troba pendent de publicació. Cristal·litza en el sistema tetragonal. És l'anàleg amb amoni (NH₄) de la mathesiusita.
Els exemplars que van servir per a determinar l'espècie, el que es coneix com a material tipus, es troben conservats a les col·leccions mineralògiques del Museu d'Història Natural del Comtat de Los Angeles, als Estats Units, amb els números de catàleg: 67248 (holotip), 67249, 67250 i 67251 (cotip).

## Formació i jaciments
Va ser descoberta a la mina Burro, situada al districte de Slick Rock, al comtat de San Miguel de l'estat nord-americà de Colorado. Es tracta de l'únic indret en tot el planeta on ha estat descrita aquesta espècie mineral.